# Antranik Youth Association
L'Antranik Youth Association (AYA) (in arabo جمعية شباب الأنترانيك; in armeno Անդրանիկ Երիտասարդաց Ընկերակցութիւն) è una squadra professionistica di pallacanestro con sede nella città di Antelias, nel Governatorato del Monte Libano, che milita nella Lebanese Basketball League, la massima categoria nazionale.

## Storia
La squadra di pallacanestro dell'Antranik Youth Association venne fondata a Beirut nel 1987, come sezione di pallacanestro dell'Associazione Giovanile Armena (AYA) un società polisportiva e culturale libanese-armeno con sede ad Antelias, fondata a Beirut nel 1931, che nel corso della sua storia ha incluso diversi dipartimenti sportivi, tra cui pallacanestro, calcio, ciclismo, tennis, taekwondo, scacchi, tennis tavolo e atletica.
La società prende il nome dal comandante militare armeno Andranik Ozanian, considerato eroe nazionale in Armenia, ed è la sezione libanese , il programma sportivo, culturale e giovanile dell'Unione Generale Armena di Beneficenza (AGBU), una organizzazione no-profit fondata nel 1906 ad Il Cairo con l'obiettivo di fondare un'unione che aiutasse in ogni modo il popolo armeno, il cui futuro, in quanto minoranza nell'Impero Ottomano, era in pericolo; ed oggi con sede a New York e con filiali in tutto il mondo.
La sezione di pallacanestro a partire dagli anni novanta ha iniziato a prendere parte alla Lebanese Basketball League. Nella stagione 1999-2000 ha raggiunto il suo miglior risultato di sempre nel campionato, raggiungendo le finali per il titolo dove però uscì sconfitto dalla sfida contro il Sagesse Beirut. La squadra rimase nella massima divisione nazionale fino al termine della stagione 2011-2013, infatti prima dell'inizio della stagione successiva la società comunicò che avrebbe rinunciato alla partecipazione al campionato per motivi finanziari, prendendo la decisione di ripartire dalla Seconda Divisione.
Dopo aver passato vari anni nella seconda divisione, al termine della stagione 2020-2021, l'Antranik è riuscito ad arrivare alle finali per la promozione dove però è uscito sconfitto dallo scontro con il Dynamo Club; nonostante la sconfitta la squadra torna nella massima serie nazionale per la Lebanese Basketball League 2021-2022, grazie all'allargamento del campionato in quella stagione.

## Organico

### Roster 2024-2025
Il roster per la stagione 2024-2025
|    | Naz.                   | Ruolo | Sportivo          | Anno | Alt. | Peso |  |
| -- | ---------------------- | ----- | ----------------- | ---- | ---- | ---- |  |
| 3  | Stati Uniti (bandiera) | PG    | Sa'eed Nelson     | 1998 | 188  | 86   |  |
| 5  | Libano (bandiera)      | AP    | Fady Tannoury     | 2005 | 196  |      |  |
| 6  | Libano (bandiera)      | G     | Joseph Abou Samra | 2004 | 196  | 87   |  |
| 7  | Stati Uniti (bandiera) | AG    | Tony Criswell     | 1991 | 206  | 104  |  |
| 8  | Libano (bandiera)      | AG    | Khalil Aoun       | 1990 | 195  | 92   |  |
| 9  | Stati Uniti (bandiera) | AG    | Anthony Fairley   | 1999 | 203  | 88   |  |
| 11 | Libano (bandiera)      | PG    | Matheo Abachian   | 2006 | 186  |      |  |
| 13 | Libano (bandiera)      | G     | Rudy Moussa       | 2001 | 188  | 83   |  |
| 15 | Libano (bandiera)      | C     | Antonio Habib     | 2000 | 200  |      |  |
| 20 | Libano (bandiera)      | C     | Elias Sebaaly     | 1999 | 203  | 98   |  |
| 30 | Libano (bandiera)      | AG    | Andrew Kopaly     | 2002 | 200  | 94   |  |

### Staff tecnico
| Ruolo           | Nome          |
| --------------- | ------------- |
| Capo Allenatore | Georges Akiki |